# سنگ‌تجن
سنگ‌تجن روستایی در ۴ کیلومتری شهر نوشهر و در استان مازندران ایران قرار دارد.
روستای سنگ تجن در مجاورت جنگل بوده و دو چشمه معروف چشمه گردو و اسپی‌یو از چشمه‌های پرآب شهرستان‌های نوشهر و چالوس می‌باشد که آب شرب شهرستانهای نوشهر و چالوس و همچنین اکثر روستاهای اطراف نیز از این چشمه‌ها تأمین می‌شود.
هر یک از شعبات این دو چشمه به یکی از روستاهای اطراف سرازیر گشته و جهت کشاورزی استفاده می‌گردد.

## وجه تسمیه
در اطلاعاتی که مربوط به وجه تسمیه نوشهر بدست آمده‌است به نظر می‌رسد که نام قدیم نوشهر «سنگتجن» بوده‌است. طبق کتاب ایرج افشار سیستانی با عنوان "پژوهشی درنام شهرهای ایران این شهر (نوشهر) که در۱۳۲۷ ه‍.ق ایجاد شده‌است تا سده نهم ه‍.ق روستایی به نام خواج یا خواجک یا خواچک بود سپس سنگ تجن نامیده شد که ملک ساعدالدوله تنکابنی بوده‌است. بعدها به دلیل قرار گرفتن کنار دریا و رفت‌وآمد کشتیهای بازرگانی مورد توجه حبیب‌الله خان تنکابنی قرار گرفت و حبیب آباد نامیده شد. در کنار چشمه آب، ده حبیب آباد واقع است که سابقاً خواجک خوانده می‌شد.
در کتاب «سفرنامه مازندران» که مربوط به ناصرالدین شاه است و هم‌اکنون نیز نسخه خطی آن در کتابخانه ملی موجود است نام نوشهر را سنگ تجن ذکر کرده‌است.

## جمعیت
سنگ‌تجن ۲۱۴۸ جمعیت دارد. مردم سنگ‌تجن از قومیت طبری هستند. مردم سنگ‌تجن به زبان طبری و گویش کجوری سخن می‌گویند.